# Ignácio de Loyola Brandão
Ignácio de Loyola Brandão (Araraquara, São Paulo, 31 de julio de 1936) es un escritor brasileño, autor de la novela distópica de ciencia ficción Zero, la historia de Brasil, en la década de 1960 bajo un régimen totalitario. Ganó el Prêmio Jabuti.
Brandão se mudó de su pequeña ciudad a São Paulo, la capital, cuando tenía veinte años y trabajaba en un periódico Última Hora.  Se "familiarizó con [...] las particularidades geográficas de la metrópoli y los complejos problemas políticos del día" en los próximos ocho años, hasta el golpe de Estado de 1964 que marcó el comienzo del gobierno militar.
Fue capaz de publicar Bebel Que a Cidade COMEU (Bebel a quien la ciudad comió) en 1968, pero debido a la censura, Zero, terminado en 1969, fue publicado por primera vez solo en Europa 1974 y censurada en Brasil hasta finales de 1970.  sus experiencias y conocimientos se reflejan en sus novelas, Nao VERÁS País nenhum (1981), Zero y  Sigue Siendo la Tierra (1985).
Estas novelas también reflejaron el ambiente de la época y de acuerdo con Brandão respondieron a las condiciones de la dictadura creada." Los documentos, las fotos, al igual que la filmación del país fueron utilizados con el fin de mostrarlos en el libro, más tarde esto fue confinado a las sombras por la censura".
Entre sus novelas están también Dentes ao Sol (1976), O Ganhador (1987) y O Anônimo Célebre (2002).